# Antropomorfismo moe

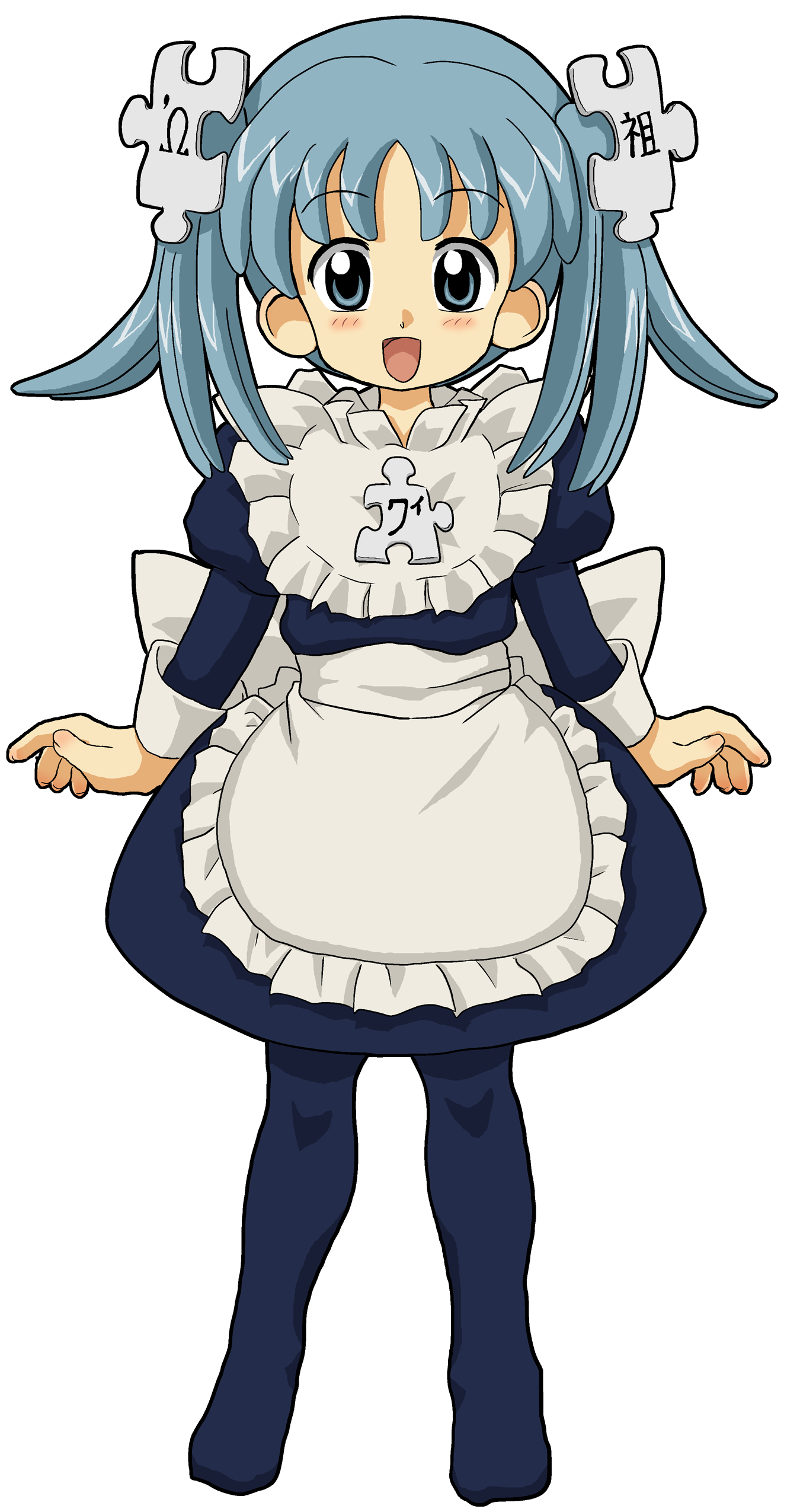
Wikipe-tan, un moe gijinka de Wikipedia.

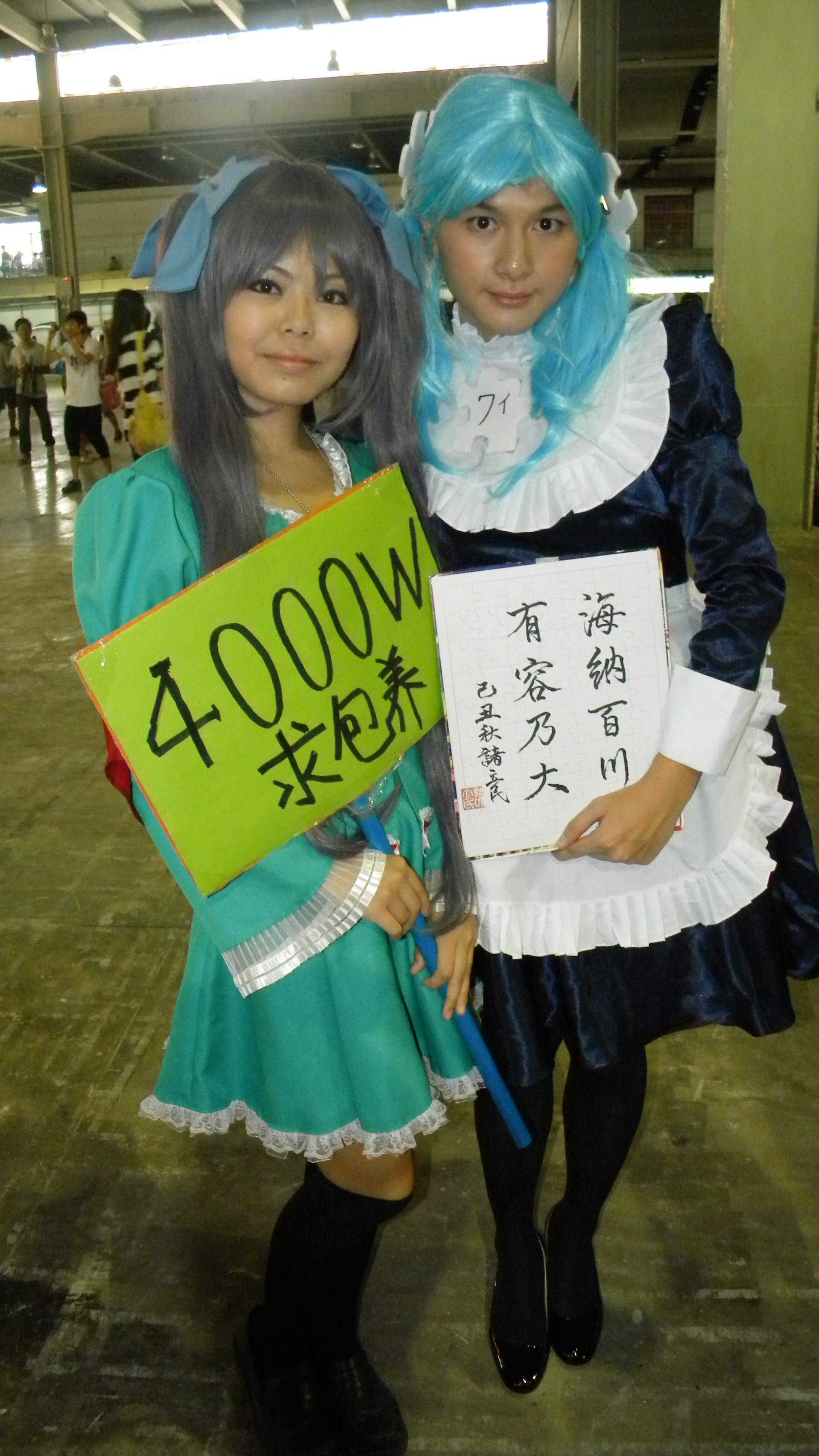
El cosplay de Wikipe-tan (el antropomorfismo moe de Wikipedia) a la derecha, y el cosplay de Green Dam Girl (el antropomorfismo moe de Green Dam Youth Escort) a la izquierda.

Antropomorfismo moe (萌え擬人化, moe gijinka) es una forma de antropomorfismo donde las cualidades de una moe (una «chica adorable») se dan a cosas que no son seres humanos; como objetos, conceptos o fenómenos. El objetivo de esto suele ir dirigido a la estética de una chica anime o bishōjo.
Añadido a sus características, un moe gijinka se diferencia también por sus accesorios, que sirven para enfatizar su forma original antes de la antropomorfis. El personaje femenino aquí, normalmente un tipo de cosplay, se dibuja para representar un objeto inanimado o un producto de consumo popular. Parte del humor de esta personificación proviene de la personalidad que le corresponde al personaje (con frecuencia satírico).
Muchos de los nombres de estas chicas tienen la terminación -tan (たん), un sufijo hipocorístico japonés, que procede de la pronunciación equivocada de -chan (ちゃん) que se aplica a los niños, un diminutivo informal y familiar, aplicado a amigos, familiares o mascotas. En este caso, la pronunciación errónea es intencionada para destacar el efecto «encantador» que está comúnmente asociado a niños pequeños.
Esta forma de antropomorfismo es muy común en las subculturas otaku. Con la excepción de kemonomimi, muchos moe gijinka comienzan como intentos de dōjin. Muchos son el resultado de discusiones en foros japoneses de internet como el 2channel o el Canal Futaba. Recientemente la tendencia es a alejarse de los grupos dōjin como anime o manga comercial, como Binchō-tan y 090 Eko to Issho.

## Kemonomimi
Kemonomimi, que literalmente significa «orejas de animal», es el concepto de dibujar animales bishōjo/bishōnen o vestir accesorios animales bishōjo/bishōnen, como orejas o colas. Las catgirl o catboy —«chica gato» o «chico gato»— son los más prolíficos en esta categoría, aunque las bunnygirls —«chicas conejo»—, foxgirls —«chicas zorro»— y dog girls —«chicas perro»—, también son comunes. Los personajes kemonomimi suelen mostrarse como humanos excepto por las características animales agregadas.

## Informática

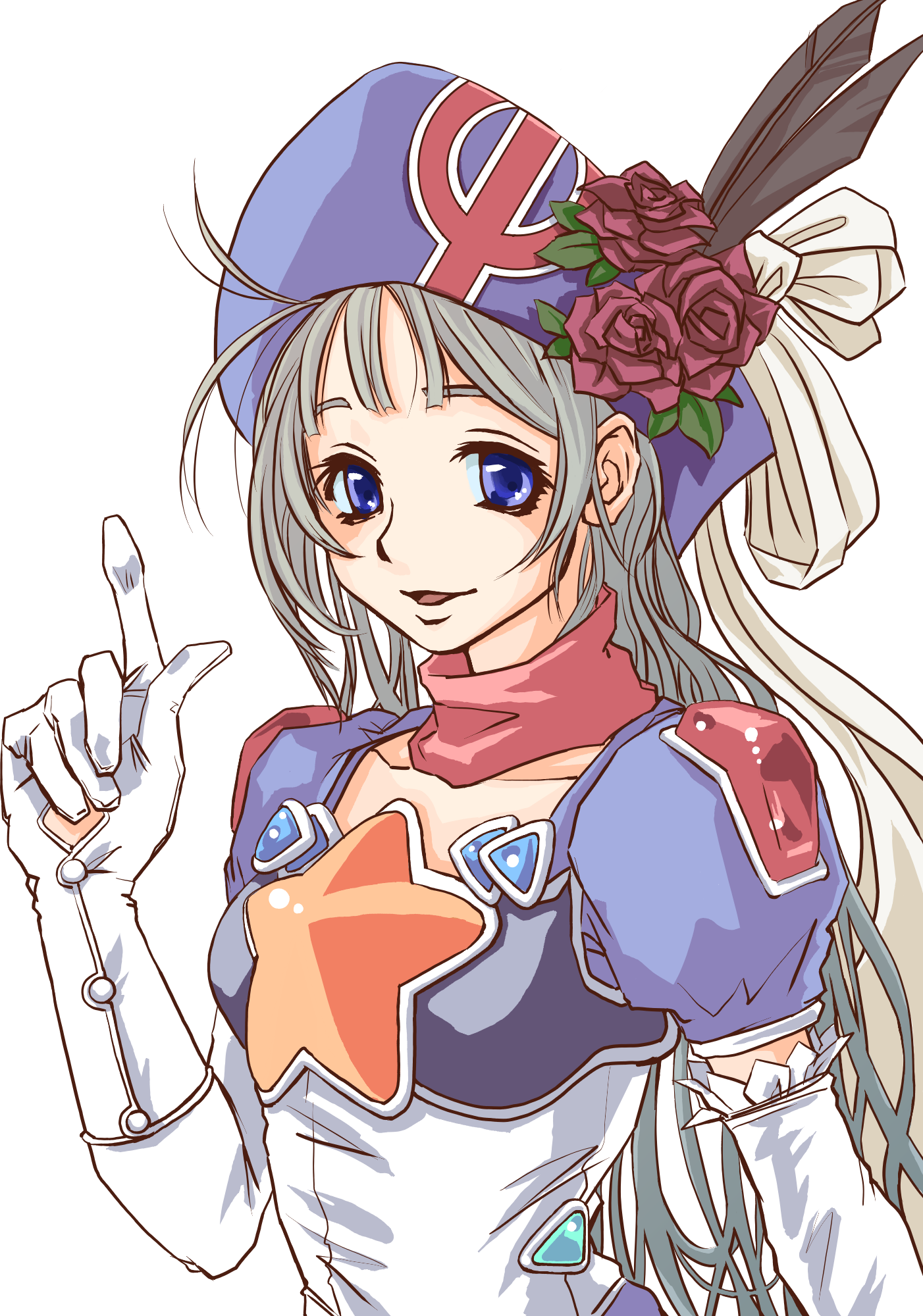
Opera-tan

Si bien Chobits (2001) y el juguete de la chica iMac (1998) llegaron antes, el meme de convertir fenómenos relacionados con las computadoras en personajes moe no comenzó sino hasta la aparición de Shiitake-chan (しいたけちゃん?), la antropomorfización del botón detener de Internet Explorer. La idea de Shiitake-chan tiene su origen en 2001 en 2channel, a partir del mensaje de un usuario que dijo que vio al botón detener como un shiitake. Desde entonces Shiitake-chan ha sido llamado el origen del antropomorfismo moe en internet.
Después de Shiitake-chan aparecen las OS-tans en 2003. Se sabe que el concepto comenzó como una personificación de la percepción común de que Windows ME era inestable y frecuentemente propenso a fallos. Discusiones en Futaba Channel se asemejaban esto al estereotipo de una chica problemática y voluble. La personificación se extendió con la creación de Me-tan (el 6 de agosto de 2003), seguida por otros personajes. Las chicas de OS X, Linux y Linspire también aparecieron en internet, y también existen algunos personajes masculinos para aplicaciones y hardware. Un ejemplo es Norton Antivirus, cuyo personaje es retratado como un viejo doctor espeluznante y posiblemente lujurioso. 
Cuando Microsoft lanzó Windows 7 en Japón, se incluyó un paquete de temas en centrado en torno a una personificación del sistema operativo llamada Nanami Madobe, con muestras de voz de Nana Mizuki. Microsoft también usó otra personificación para promover Windows 8 en Japón, en las que participan dos chicas llamadas Yū Madobe y Ai Madobe.
Desde la creación de las OS-tans, otros sitios web y software también fueron antropomorfizados. Por ejemplo, Wikipedia tiene su propia Wikipe-tan, además de que las aplicaciones de Mozilla tienen su propio conjunto de Moezilla.[cita requerida] Los internautas chinos crearon a Green Dam Girl para parodiar al software de control de contenidos del gobierno chino Green Dam Youth Escort.
En 2010, un ilustrador taiwanés conocido como «Shinia» creó en Pixiv una personificación de Microsoft Silverlight llamada Hikaru Aizawa, que ahora es oficialmente promovida por Microsoft Taiwán.
La serie de manga y anime Aoi Sekai no Chūshin de cuenta con personajes que son personificaciones de videojuegos de computadora, entre ellos a Sonic the Hedgehog, Super Mario y Tetris.

## Mecha musume
Mecha Musume son personificaciones antropomórficas de equipos militares, como armas de fuego, tanques, barcos, aviones e incluso misiles. Entre los temas populares de este tipo de antropomorfismo se encuentran los vehículos militares de la Segunda Guerra Mundial, de los que se llegaron a lanzar figuras coleccionables.
Las MS shōjo (o chicas Gundam) son otro tipo de mecha musume. Estas precedieron a la tendencia de convertir armas de la vida real en chicas, y como chicas Gundam se imprimieron por primera vez en la década de los años ochenta.[cita requerida] MS Shōjo son robots mecha que se dibujan como chicas, a menudo como gundams o zakus. Se les suele incluir características como cascos, armaduras, sables, o rifles. MS en este caso es sinónimo de traje móvil.